# Euphoria (język programowania)
Euphoria jest interpretowalnym językiem programowania opracowanym przez Rapid Deployment Software. Euphoria nie jest obiektowo zorientowana.
W chwili obecnej istnieją interpretery dla systemów Windows, Linux, FreeBSD i MS-DOS. Ponadto istnieje translator do kodu w języku C.